# Любовные элегии
«Любо́вные эле́гии», также «Пе́сни о любви́» или «Амо́рес» (лат. Amores) — первое собрание стихотворных посланий древнеримского поэта Овидия, написанных элегическим дистихом к вымышленной любовнице по имени Коринна. Впервые были изданы в 16—15 году до н. э. в пяти книгах, но позднее Овидий переиздал элегии в трёх книгах, которые и дошли до нас.

## История
Споры о том, кем была Коринна и существовала ли в действительности, ведутся до сих пор. Утверждалось, что она является поэтическим образом, который сложился под влиянием литературного архетипа «вечной девы» (лат. Puella aeterna) из других литературных произведений жанра элегии. Кроме того, возможно, что Коринна у Овидия является своеобразным каламбуром с греческим словом «кора» (др.-греч. κόρη), что означает «дева».
Несмотря на остроязычность «Любовных эелегий», некоторые исследовали считают, что не это произведение или какая-то его часть стали причиной ссылки Овидия на Понт. Считается, что именно «Наука любви» оскорбила императора Августа и навлекла на поэта его гнев. Также есть мнение, что причиной ссылки стала дочь Августа Юлия Старшая.

## Содержание
Любовные элегии являются первым поэтическим произведением, в котором от лица одного человека воспевается его любовь в виде находящейся вне пределов его досягаемости Коринны. Сюжет линеен и имеет лишь несколько лирических отступлений, вроде элегии о смерти Тибулла.

### Первая книга
Здесь поэт объявляет, что темой его произведения станет любовь. Он признаёт поражение Купидона. Поэт впервые обращается к предмету своего обожания и называет свои добродетели. Он посещает празднество. В стихотворении содержатся тайные указания для возлюбленной, которая находится вместе со своим супругом. Поэт описывает посещение Коринны и впервые называет её по имени. Он просит привратника пустить его к своей любимой, которую избивает и глубоко об этом сожалеет. Следует монолог от Дипсоса, подвыпившего сводника, который обращён к молодой даме, и в котором даются советы как правильно обманывать богатых мужчин. Поэт сравнивается любовников с солдатами. Он жалуется, что его возлюбленная требует вещественных подарков взамен поэзии. Он просит служанку Коринны передать ей своё послание. Поэт приходит в ярость, когда Коринна не может посетить его. Он взывает к закату и просит его повременить, чтобы как можно больше времени провести со своей любимой. Поэт насмехается над Коринной за то, что она испортила свои волосы окрашиванием. Книга завершается отзывами Овидия о своих поэтических  предшественниках и утверждением, что его имя будет значиться среди них.
В целом для этой книги свойственна кольцевая рифма заключённая в первой и последней части, а также развитые военные метафоры в частях 1,2 и 1,9.

### Вторая книга
Поэт описывает аудиенцию на которую он бы хотел быть приглашён. Он просит Багоя, слугу женщины, помочь ему получить доступ к своей любовнице. Также он обращается к евнуху (возможно что это то же Багой), который препятствует ему видеть женщин. Поэт на разные лады описывает свою любовь к женщине. Поэт обращается к своей возлюбленной, которую видел изменяющей ему на званом обеде. Он скорбит о смерти попугая Коринны. Поэт защищает себя от своей возлюбленной, которая обвиняет его в неверности и связях со своей служанкой Кипассис. Поэт обращается к Кипассис, прося её сохранить в тайне от своей хозяйки их отношения. Он посылает упрёк Амуру, за то, что тот причиняет ему столько сердечной боли. Он открыто признаёт свою зависимость от любви. Поэт утверждает, что любит сразу двух девушек, вопреки заявлениям своего друга Грецина о том, что такое не возможно.

### Третья книга
Во время проведения скачек Овидий сватается к девушке. Поэт пытается убедить одного мужчину позволить ему вступить в половую связь с его женой. Овидий мечтает о белой корове. Он наставляет своего товарища не рассказывать ему о похождениях Коринны. Овидий прощается с «Любовной элегией».

## Стили и темы

### Любовная элегия
Амория Овидия твёрдо устоялась в жанре любовной элегии. Элегические двустишия впервые были использованы древними греками, первоначально для написания заупокойных эпиграмм, но затем стали основой эротического жанра.
Главные темы:
- Поэт стоит перед запертой изнутри дверью любимой
- Сравнение разницы между вольной жизнью поэта и почётным поприщем в Риме, как сельское хозяйств, политика и военная служба

### Аллюзии
В «Любовных элегиях» содержится большое число аллюзий на другие произведения литературы.

### Поэт и его бессмертие
В частях 1.1 и 1.15 главной темой является вопрос бессмертия поэта через его поэзию, в то время как одно из его предложений в возлюбленной в 1.3 заключается в том, что их имена будут объединены в поэзии и станут навеки знаменитыми.

### Юмор
«Любовные элегии» отличаются от других произведений Овидия большим количеством юмора.

### Любовь и война
Самая первая книга Аморий начинается с того же слова, что и Энеида «битвы» (лат. Arma) (намеренное сравнение с эпическим жанром, который потом Овидий будет высмеивать), поскольку Овидий описывает своё намерение написать эпическую поэму в дактилического гекзаметром «с материалом, подходящим под размер», таким как война. Однако Купидом похищает «одну размерную стопу» (unum suripuisse pedem, I.1 ln 4), прекращая трёхстишие в элегическое двухшстишие, которое как раз подходит под размер любовной поэзии.
Овидий в своих «Любовных элегиях» несколько раз возвращается к теме войны, особенно в девятой поэме первой книги, где использует метафорическое отождествление любовников с солдатами (Militat omnis amans, «Всякий влюбленный — солдат» I.9 ln 1)

## Культурное влияние

### Другие древнеримские авторы
Несмотря на ссылку и приказ Августа изъять из библиотек и уничтожить все произведения Овидия, он остался «одним из самых читаемых и подражали латинских поэтов», что видно на примере творчества Мартиала, Лукана и Стация.

### Постклассический период
Большинство текстов на латинском языке были утеряны, но часть рукописей была вновь найдена после Тёмных веков и дошла до наших дней. В случае же с «Любовными элегиями», то существует так много копий XII-XIII веков, что многие из них «текстуально бесполезны», поскольку в них повторяются одни и те же ошибки и описки переписчиков. Теодульф включил Овидия и Вергилия в список христианских авторов, в то время как Нигеллус сравнивал злоключения Овидия с изгнанием Святого Иоанна и тюремным заключением Святого Петра. В XI веке аббат Бодри подражая Овидию написал элегии, где воспевал платоническую любовь к монахине. Другие использовали его поэмы для аллегорий или нравственного наставления, подобно датируемой 1340 годом анонимной рукописи L'Ovide moralisé, которая была переведена с обширными комментариями в попытке выявить тот назидательный смысл, который есть в «Любовных элегиях». Литературоведами обнаружено более 200 сюжетных линий связывающий «Любовные элегии» со знаменитым средневековым куртуазным литературным произведением «Роман о Розе».
Первым к творчеству Овидия в это время обратился Кристофер Марло, ещё в студенческие годы сделавший самый известный перевод Любовных элегий на английский язык.
«Любовные элегии» оказали влияние на Иоганна Вольфганга фон Гёте при написании им «Римских элегий».
Аллюзии на «Любовные элегии» содержатся в поэме А. С. Пушкина «Гаврилиада».

### Современность
Ссылка на «Любовные элегии» есть в книге Д. А. Емеца «Таня Гроттер и проклятие некромага».

## Издания на русском языке
- Публий Овидий Назон. Любовные элегии (Amores) / Пер. с лат. С. В. Шервинского. — М.: Гос. изд-во худ. лит-ры, 1963. — 202 с. — 25 000 экз. (в переводе С. В. Шервинского) Книга I — 3, 4, 8, 11, 12; Книга II — 2, 3, 5, 11, 12, 16, 17; Книга III — 2, 3, 5, 6, 10, 12, 13.
- Публий Овидий Назон. Элегии и малые поэмы / Пер. с латин. Сост. и предисл. М. Л. Гаспарова. Коммент. и ред. переводов М. Л. Гаспарова и С. А. Ошерова. — М.: Художественная литература, 1973. — 528 с. — (Библиотека античной литературы. Рим). (в переводе С. В. Шервинского) Книга I — 1, 2, 5—7, 9, 10, 13—15; Книга II — 1, 4, 6—10, 13—15, 18, 19; Книга III — 1, 4, 7—9, 11, 14, 15.
- Публий Овидий Назон. Любовные элегии. Метаморфозы. Скорбные элегии / Пер. с латин. С. В. Шервинского; Вступ.статья С. А. Ошерова; Коммент. М. Н. Томашевской; Посл. В. В. Левика; Худож. Д. Б. Шимилис. — М.: Художественная литература, 1983. — 511 с. — 50 000 экз.

## Издания на других языках
- Публий Овидий Назон. Любовные элегии / Пер. с лат. на груз. яз., вступ. ст., коммент. и указ. М. М. Гарибашивили. — Тбилиси: Издательство Тбилисского университета имени И. Джавахишвили, 1987. — 228 с.